# Lancer du disque féminin aux Jeux olympiques d'été de 1948
Navigation
Berlin 1936 Helsinki 1952
L'épreuve du lancer du disque féminin aux Jeux olympiques d'été de 1948 s'est déroulée le 30 juillet 1948 au Stade de Wembley à Londres, au Royaume-Uni. Elle est remportée par la Française Micheline Ostermeyer.

## Records
Les records avant la compétition sont :
| Record du monde  | Gisela Mauermayer | 48,31 m | Berlin | 11 juillet 1936 |
| Record olympique | Gisela Mauermayer | 47,63 m | Berlin | 4 août 1936     |

## Résultats
| Rang               | Athlète              | Pays            | Marque  |
| ------------------ | -------------------- | --------------- | ------- |
| Médaille d'or      | Micheline Ostermeyer | France          | 41,92 m |
| Médaille d'argent  | Edera Cordiale       | Italie          | 41,17 m |
| Médaille de bronze | Jacqueline Mazéas    | France          | 40,47 m |
| 4                  | Jadwiga Wajs         | Pologne         | 39,30 m |
| 5                  | Lotte Haidegger      | Autriche        | 38,81 m |
| 6                  | Ans Panhorst-Niesink | Pays-Bas        | 38,74 m |
| 7                  | Majken Åberg         | Suède           | 38,48 m |
| 8                  | Ingeborg Mello       | Argentine       | 38,44 m |
| 9                  | Frieda Tiltsch       | Autriche        | 37,19 m |
| 10                 | Paulette Veste       | France          | 36,84 m |
| 11                 | Frances Kaszubski    | États-Unis      | 36,50 m |
| 12                 | Gudrun Arenander     | Suède           | 36,25 m |
| 13                 | Nel Roos-Lodder      | Pays-Bas        | 36,15 m |
| 14                 | Bevis Reid           | Grande-Bretagne | 35,84 m |
| 15                 | Marianne Schläger    | Autriche        | 34,79 m |
| 16                 | Dorothy Dodson       | États-Unis      | 34,69 m |
| 17                 | Gabre Gabric         | Italie          | 34,17 m |
| 18                 | Pak Bong-sik         | Corée du Sud    | 33,80 m |
| 19                 | Margaret Birtwistle  | Grande-Bretagne | 33,02 m |
| 20                 | Eslpeth Whyte        | Grande-Bretagne | 32,6 m  |
| 21                 | Julija Matej         | Yougoslavie     | 30,25 m |

## Légende
Records et Performances
- AR : Record continental (area record)
- CR : Record des championnats (championship record)
- MR : Record du meeting (meet record)
- NR : Record national (national record)
- OR : Record olympique (olympic record)
- PR : Record paralympique (paralympic record)
- PB : Record personnel (personal best)
- SB : Meilleure performance personnelle de la saison (season's best)
- WL : Meilleure performance mondiale de l'année (world leader)
- WJR : Record du monde junior (world junior record)
- WR : Record du monde (world record)

Circonstances et Conditions
- DNF : N'a pas terminé (did not finish)
- DNS : N'a pas pris le départ (did not start)
- DQ : Disqualification (disqualification)
- NM : Aucun essai valable enregistré (No Mark)
- Q : Qualifié « directement » au prochain tour (ou à la prochaine compétition), lors d'une compétition majeure, grâce au classement ou à la réalisation des minima (automatic qualifier)
- q : Qualifié au prochain tour (ou à la prochaine compétition), lors d'une compétition majeure, grâce au repêchage ou à la réalisation de l'une des meilleures performances parmi celles des « non qualifiés directement » (grâce au meilleur temps ou à la meilleure distance par exemple) (secondary qualifier)